# Andreas Glaser (Rechtswissenschaftler)
Andreas Glaser (* 1977 in Hanau) ist ein deutscher Jurist und Hochschullehrer an der Universität Zürich.

## Leben
Glaser studierte ab 1997 Rechtswissenschaften an der Universität Gießen, wo er 2002 sein Erstes Juristisches Staatsexamen ablegte. Im Anschluss arbeitete er als wissenschaftlicher Mitarbeiter in Gießen bei Wolfgang Kahl. 2005 schloss er dort seine Promotion zum Dr. iur. ab. In der Folge leistete Glaser in Mainz sein Referendariat ab, das er 2007 mit dem Zweiten Staatsexamen beendete. Ab 2007 arbeitete er als Akademischer Rat auf Zeit beim mittlerweile an der Universität Bayreuth lehrenden Kahl. Zusammen mit Kahl wechselte Glaser 2009 an die Universität Heidelberg. Dort schloss er 2012 bei Kahl seine Habilitation ab und erhielt die Venia Legendi für die Fächer Öffentliches Recht, Europarecht, Rechtsvergleichung und Steuerrecht.
Es folgten Lehrstuhlvertretungen an den Universitäten München und Heidelberg. Seit August 2013 hat Glaser den Lehrstuhl für Staats-, Verwaltungs- und Europarecht unter besonderer Berücksichtigung von Demokratiefragen an der Universität Zürich inne. Seit 2019 ist er zudem ordentlicher Professor für Staats-, Verwaltungs- und Europarecht unter besonderer Berücksichtigung von Demokratiefragen. Des Weiteren ist er Leiter der Abteilung c2d (Centre for Research on Direct Democracy) am Zentrum für Demokratie Aarau und Mitglied des dortigen Direktoriums.

## Veröffentlichungen (Auswahl)
- Nachhaltige Entwicklung und Demokratie – Ein Verfassungsrechtsvergleich der politischen Systeme Deutschlands und der Schweiz. Mohr Siebeck, Tübingen 2006, ISBN 978-3-16-148907-5 (Dissertation).
- Andreas Glaser, Jan Henrik Klement: Öffentliches Wirtschaftsrecht mit Regulierungsrecht. C. H. Beck, München 2009, ISBN 978-3-406-58645-3.
- Andreas Glaser, Jan Henrik Klement: Umweltrecht mit Planungsrecht. C. H. Beck, München 2010, ISBN 978-3-406-60874-2.
- Die Entwicklung des Europäischen Verwaltungsrechts aus der Perspektive der Handlungsformenlehre. Mohr Siebeck, Tübingen 2013, ISBN 978-3-16-152485-1 (Habilitationsschrift).
- Zwingende soziale Mindeststandards bei der Vergabe öffentlicher Aufträge, Pflichten der Mitgliedstaaten bei der Umsetzung der neuen EU-Vergaberichtlinie. Nomos, Baden-Baden 2015, ISBN 978-3-8487-2241-9.